# 타인의 숨결
《타인의 숨결》은 한국에서 제작된 최하원 감독의 1975년 드라마 영화이다. 하명중 등이 주연으로 출연하였고 박종찬 등이 제작에 참여하였다.

## 출연

### 주연
- 하명중
- 김희라
- 나하영